# Beyoğlu

Karta över İstanbul-provinsen, med Beyoğlu (rödmarkerad) vid Bosporen.

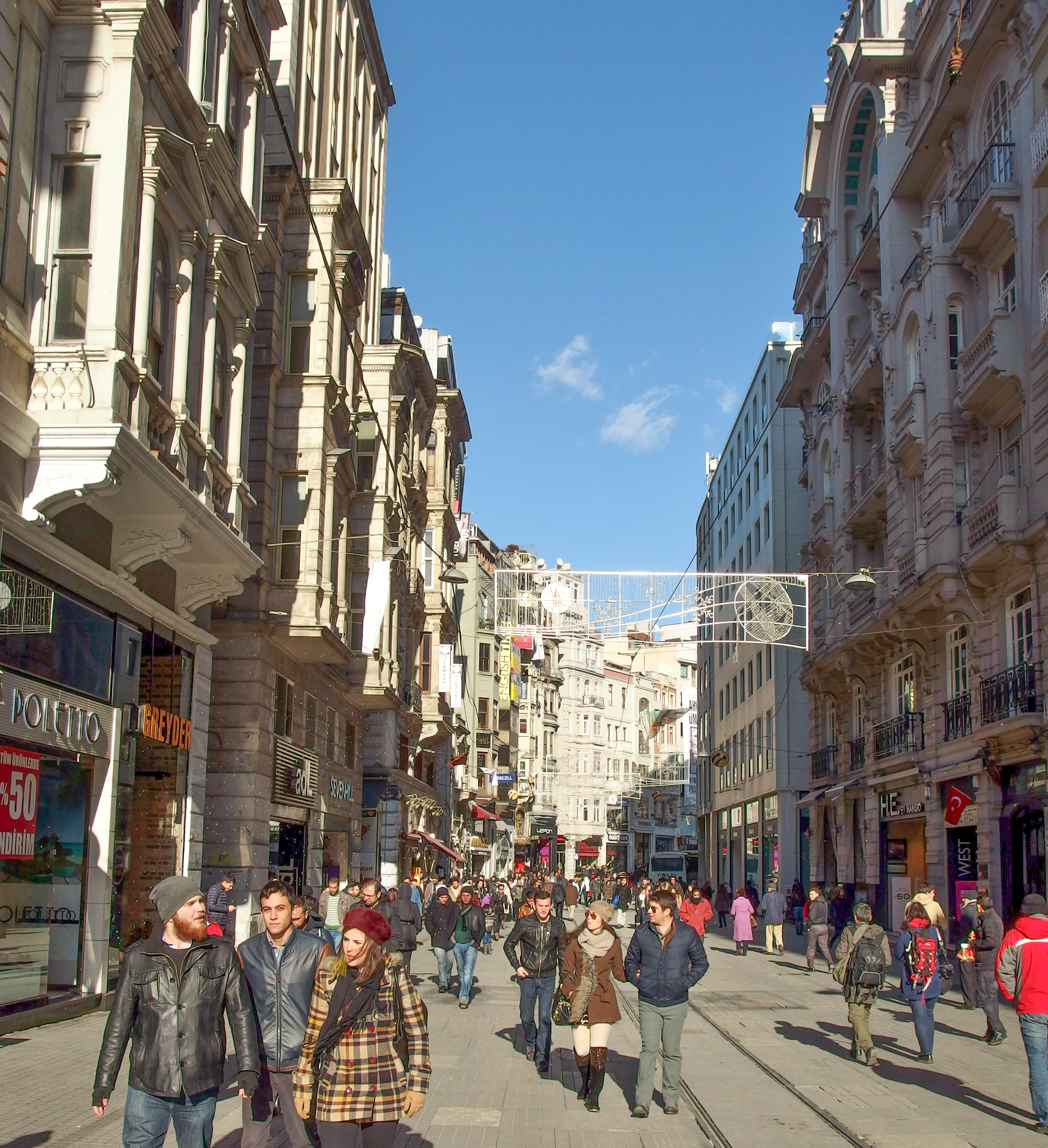
Gata i Beyoğlu.

Beyoğlu (turkiskt uttal: [ˈbejoːɫu]; osmansk turkiska: بك‌اوغلی) är ett distrikt i provinsen och storstadskommunen Istanbul, norr om Gyllene hornet. Beyoğlu ligger bland annat Taksimtorget, gågatan Istiklal Caddesi och Karaköy (Galata). Folkmängden uppgick till 244 516 invånare i slutet av 2009. Beyoğlu är ett av Istanbuls äldre delområden, och har varit bebott sedan 700-talet f.Kr., liksom före grundandet av Konstantinopel.